# 68-й истребительный авиационный полк
68-й истребительный авиационный полк (68-й иап) — воинская часть Военно-воздушных сил (ВВС) РККА СССР, принимавшая участие в боевых действиях Советско-финской и Великой Отечественной войн.

## Наименования полка
За весь период своего существования полк своего наименования не менял:
- 68-й истребительный авиационный полк;
- 68-й отдельный истребительный авиационный полк;
- 68-й истребительный авиационный полк ПВО;
- 68-й истребительный авиационный полк.

## Создание полка
68-й истребительный авиационный полк сформирован в сентябре 1939 года в Московском военном округе на основе истребительных авиаэскадрилий 1-й и 2-й армий особого назначения.
| И-15 бис | И-153 | И-16 |

## Расформирование полка
68-й истребительный авиационный полк 1 декабря 1942 расформирован в составе ВВС Закавказского фронта.

## В действующей армии
В составе действующей армии:
- с 23 ноября 1941 года по 28 января 1942 года.
- с 15 июля 1942 года по 1 декабря 1942 года.

## Командиры полка
- майор Зеленцов, Виктор Владимирович, 09.1939 — 08.1940[2]
- майор Чавчанидзе Аркадий Серапионович[3], 09.05.1941 — 15.11.1942.

## В составе соединений и объединений
| Период        | Фронт (округ)                                  | армия                 | корпус                                    | дивизия                                             | примечание |
| ------------- | ---------------------------------------------- | --------------------- | ----------------------------------------- | --------------------------------------------------- | --- |
| 01.09.1939 г. | Московский военный округ                       | ВВС округа            |                                           |                                                     | И-15, И-16 |
| 30.11.1939 г. | Северо-Западный фронт (Советско-финская война) | 7-я армия             | ВВС 7-й армии                             | 59-я авиационная бригада                            | И-16 |
| 27.12.1939 г. | Северо-Западный фронт (Советско-финская война) | 13-я армия            | ВВС 13-й армии                            | 59-я авиационная бригада                            | И-16 |
| 13.03.1940 г. | Северо-Западный фронт (Советско-финская война) | 13-я армия            | ВВС 13-й армии                            | 59-я авиационная бригада                            | окончание боевых действий, И-16                                                                                        |
| 01.04.1940 г. | Закавказский военный округ                     | ВВС округа            |                                           |                                                     | И-16 |
| 23.08.1941 г. | Закавказский фронт                             | Закавказская зона ПВО |                                           |                                                     | И-16 |
| 23.11.1941 г. | Закавказский фронт                             | Закавказская зона ПВО | 8-й истребительный авиационный корпус ПВО |                                                     | И-16 |
| 29.01.1942 г. | Закавказский военный округ                     | Закавказская зона ПВО | 3-й корпус ПВО                            | Тбилисский бригадный район ПВО                      | И-16 |
| 15.05.1942 г. | Закавказский фронт                             | Закавказская зона ПВО | 8-я бригада ПВО                           | Тбилисский бригадный район ПВО                      | И-16 |
| 14.07.1942 г. | Закавказский фронт                             | ВВС фронта            |                                           |                                                     | Приступил к переучиванию на ЛаГГ-3, но в связи с передачей полка в состав 4-й ВА освоение новой матчасти было свёрнуто |
| 15.07.1942 г. | Южный фронт                                    | 4-я воздушная армия   |                                           | 238-я штурмовая авиационная дивизия                 | И-16 |
| 20.07.1942 г. | Южный фронт                                    | 4-я воздушная армия   |                                           | 238-я штурмовая авиационная дивизия                 | имел в боевом составе 20 И-16                                                                                          |
| 29.07.1942 г. | Северо-Кавказский фронт                        | 4-я воздушная армия   |                                           | 265-я истребительная авиационная дивизия            | И-16 |
| 30.07.1942 г. | Северо-Кавказский фронт                        | 4-я воздушная армия   |                                           | 265-я истребительная авиационная дивизия            | И-16, пополнен И-15бис                                                                                                 |
| 03.08.1942 г. | Северо-Кавказский фронт                        | 4-я воздушная армия   |                                           | 265-я истребительная авиационная дивизия            | принял 12 экипажей на И-153 от 483-го иап                                                                              |
| 14.08.1942 г. | Закавказский фронт Северная группа войск       | 4-я воздушная армия   |                                           | 265-я истребительная авиационная дивизия            | И-16, И-15бис, И-153                                                                                                   |
| 17.08.1942 г. | Закавказский фронт Северная группа войск       | 4-я воздушная армия   |                                           | 265-я истребительная авиационная дивизия            | имел в боевом составе 8 И-153, 3 И-16 и 3 И-15бис                                                                      |
| 25.08.1942 г. | Закавказский фронт Северная группа войск       | 4-я воздушная армия   |                                           | 6-й отдельный учебно-тренировочный авиационный полк | доукомплектование |
| 22.09.1942 г. | Закавказский фронт                             | ВВС фронта            |                                           |                                                     | боевой работы не вёл                                                                                                   |
| 01.12.1942 г. | Закавказский фронт                             | ВВС фронта            |                                           |                                                     | расформирован |

## Участие в операциях и битвах
- Советско-финская война.
- ПВО объектов Северного Кавказа и Закавказья, важных объектов Закавказского промышленного района, в том числе район Баку и Каспийский нефтедобывающий район от массированных ударов немецкой авиации.
- патрулирование над охраняемыми объектами и дежурство на земле.
- Битва за Кавказ — с 15 июля 1942 года по 25 августа 1942 года.

## Первая победа полка в воздушном бою
Первая известная воздушная победа полка в Отечественной войне одержана 17 июля 1942 года: капитан Новиков Д. М. в воздушном бою в районе города Сальск сбил немецкий бомбардировщик Ju-87.

## Отличившиеся воины
- Кутахов Павел Степанович, лётчик полка в Советско-финскую войну, 1 мая 1943 года Указом Верховного Совета СССР удостоен звания Героя Советского Союза и 15 августа 1984 года Указом Верховного Совета СССР удостоен звания дважды Героя Советского Союза.
- Бородачев Виктор Иванович, лётчик полка в Советско-финскую войну, 1 июля 1944 года Указом Верховного Совета СССР удостоен звания Героя Советского Союза, будучи капитаном, командиром эскадрильи 40-го гвардейского истребительного авиационного полка 8-й гвардейской истребительной авиационной дивизии 5-го истребительного авиационного корпуса 2-й воздушной армии. Золотая Звезда № 2339.
- Зеленцов, Виктор Владимирович, майор, командир 68-го истребительного авиационного полка ВВС 13-й армии Северо-Западного фронта в Советско-финскую войну Указом Верховного Совета СССР от 7 апреля 1940 года удостоен звания Героя Советского Союза. Золотая Звезда № 81.
- Иванов Пётр Михеевич, лётчик полка в Советско-финскую войну, 26 октября 1944 года Указом Верховного Совета СССР удостоен звания Героя Советского Союза будучи подполковником, командиром 866-го истребительного авиационного полка 288-й истребительной авиационной дивизии 17-й воздушной армии. Посмертно.
- Масич, Виктор Григорьевич, младший лейтенант, штурман эскадрильи 68-го истребительного авиационного полка ВВС 13-й армии в Советско-финскую войну Указом Верховного Совета СССР от 7 апреля 1940 года удостоен звания Героя Советского Союза. Золотая Звезда № 327.
- Маснев Алексей Никанорович, лётчик полка в Советско-финскую войну, Указом Верховного Совета СССР 24 августа 1943 года удостоен звания Героя Советского Союза, будучи капитаном, командиром эскадрильи 13-го истребительного авиационного полка 201-й истребительной авиационной дивизии 2-го смешанного авиационного корпуса 4-й воздушной армии. Золотая Звезда № 3354
- Миронов Сергей Иванович, командир звена 68-го отдельного истребительного авиационного полка ВВС 13-й армии Северо-Западного фронта Указом Верховного Совета СССР 7 апреля 1940 года удостоен звания Героя Советского Союза. Золотая Звезда № 280
- Петров, Пётр Михайлович, капитан, командир 3-й эскадрильи 68-го истребительного авиационного полка ВВС 13-й армии Северо-Западного фронта в Советско-финскую войну Указом Верховного Совета СССР от 7 апреля 1940 года удостоен звания Героя Советского Союза. Золотая Звезда № 300
- Пологов Павел Андреевич, лётчик полка в Советско-финскую войну, Указом Верховного Совета СССР 2 сентября 1943 года удостоен звания Героя Советского Союза, будучи штурманом 737-го истребительного авиационного полка 207-й истребительной авиационной дивизии 3-го смешанного авиационного корпуса 174-й воздушной армии. Золотая Звезда № 1724
- Эмиров Валентин Аллахиярович, лётчик полка в Советско-финскую войну, Указом Верховного Совета СССР 13 декабря 1942 года, будучи капитаном, командиром 926-го истребительного авиационного полка 219-й бомбардировочной авиационной дивизии 4-й воздушной армии Закавказского фронта. Посмертно.
- Яковенко, Леонтий Игнатьевич, военком 68-го истребительного авиационного полка ВВС 13-й армии Северо-Западного фронта в Советско-финскую войну Указом Верховного Совета СССР от 7 апреля 1940 года удостоен звания Героя Советского Союза. Золотая Звезда № 328.

## Итоги боевой деятельности полка

### За период Советско-финляндской войны
Всего за период Советско-финляндской войны полком:
| Выполнено боевых вылетов | Сбито самолётов в воздухе | Уничтожено самолётов всего | Потеряно лётчиков |
| ------------------------ | ------------------------- | -------------------------- | ----------------- |
| 5124                     | 36                        | 42                         | 4                 |

### За годы Великой Отечественной войны
Всего за годы Великой Отечественной войны полком:
| Выполнено боевых вылетов | Сбито самолётов в воздухе |
| ------------------------ | ------------------------- |
| более 768                | 17                        |

## Самолёты на вооружении
| Период      | Самолёты |
| ----------- | -------- |
| 1942 — 1942 | И-15бис  |
| 1939 — 1942 | И-16     |
| 1942 — 1942 | И-153    |